# Johnny Ekström
‎
Johnny Ekström, švedski nogometaš, * 5. marec 1965, Kallebäck, Švedska.
V svoji nogometni karieri je igral za IFK Göteborg, Empoli, Bayern München, AS Cannes, Real Betis, Dynamo Dresden in Eintracht Frankfurt ter za švedsko nogometno reprezentanco.